# John Ousterhout

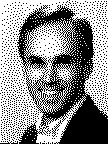
John Ousterhout

John Kenneth Ousterhout (* 15. Oktober 1954 in Solano County, Kalifornien) ist ein US-amerikanischer Informatiker. Er ist Mitgründer und Aufsichtsratsvorsitzender (Chairman of the Board) von Electric Cloud Inc. Er ist Erfinder der Programmiersprache Tcl.
Ousterhout studierte ab 1971 an der Yale University und erhielt dort 1975 den Bachelor in Physik. 1980 erhielt er den Ph.D. in Informatik von der Carnegie Mellon University.
Von 1980 bis 1994 war er Professor im Fachbereich Informatik an der University of California, Berkeley. In diesen Zeitraum fallen die Entwicklung des Netzwerkbetriebssystems Sprite, des ersten Log-basierten Dateisystems, des VLSI-Layoutprogramms Magic, der Programmiersprache Tcl und der zuerst ausschließlich für Tcl gedachten GUI-Bibliothek Tk. 1994 wechselte er als Distinguished Engineer zu Sun Microsystems, da Sun die Absicht hatte, Tcl als zweite „Websprache“ neben Java aufzubauen. Nachdem sich diese Hoffnung für Ousterhout nicht erfüllte, verließ er im Jahr 1998 Sun. Die Weiterentwicklung von Tcl und Tk übernahm die von ihm im gleichen Jahr gegründete Scriptics Inc. Kurz nach Umbenennung seines Unternehmens in Ajuba Solutions im Jahr 2000 wurde diese von Interwoven übernommen. 2002 startete er zusammen mit John Graham-Cumming das Unternehmen Electric Cloud Inc.
1987 wurde ihm der Grace Murray Hopper Award verliehen, 1989 der NAS Award for Initiatives in Research. Weiterhin erhielt er Auszeichnungen wie den ACM Software System Award, den National Science Foundation Presidential Young Investigator Award und den UC Berkeley Distinguished Teaching Award. Seit 1994 ist er Fellow der Association for Computing Machinery.
Seit 2008 hat Ousterhout eine Professur am Department of Computer Science der Stanford University.